# Sonny Perkins
Sonny Perkins (Hackney, 10 de febrero de 2004) es un futbolista británico que juega en la demarcación de centrocampista para el Leyton Orient F. C. de la League One.

## Biografía
Tras formarse como futbolista en las categorías inferiores del West Ham United F. C., finalmente el 25 de noviembre de 2021 debutó con el primer equipo en la Liga Europa de la UEFA contra el SK Rapid Viena. El encuentro finalizó con un resultado de 0-2 a favor del conjunto londinense tras los goles de Andriy Yarmolenko y Mark Noble. Para la temporada 2022-23 rechazó la oferta de renovación y quedó libre. Entonces recaló en el Leeds United F. C., equipo con el que firmó por tres años. En su debut marcó un gol ante el Cardiff City F. C. y en el inicio de su segunda campaña fue prestado al Oxford United F. C. En este equipo apenas dispuso de oportunidades, por lo que a inicios de 2024 fue cancelada la cesión. Acumuló otra el siguiente mes de junio al ser prestado al Leyton Orient F. C. para la temporada 2024-25. A mitad de la misma fue adquirido en propiedad y firmó por dos años y medio.

## Clubes
| Club                         | País       | Año       | Partidos | Goles |
| ---------------------------- | ---------- | --------- | -------- | ----- |
| West Ham United F. C.        | Inglaterra | 2022      | 3        | 0     |
| Leeds United F. C.           | Inglaterra | 2022-2023 | 4        | 1     |
| Oxford United F. C. (cedido) | Inglaterra | 2023-2024 | 6        | 1     |
| Leyton Orient F. C.          | Inglaterra | 2024-     | 42       | 6     |